# ماثيو تشالمي
ماثيو تشالمي (بالفرنسية: Matthieu Chalmé)‏ (7 أكتوبر 1980 في بروغ) لاعب كرة قدم فرنسي يلعب حاليا لصالح نادي الدرجة الأولى بوردو الفرنسي في مركز الظهير الأيمن .

## الإنجازات
- دوري الدرجة الأولى : 2008/2009
- كأس الدوري الفرنسي : 2008/2009
- كأس الأبطال الفرنسي : 2008/2009

## روابط خارجية
- ماثيو تشالمي على موقع قاعدة بيانات كرة القدم.إي يو (الإنجليزية)
- ماثيو تشالمي على موقع ليكيب (الفرنسية)
- ماثيو تشالمي على موقع Soccerway.com (الإنجليزية)
- ماثيو تشالمي على موقع عالم كرة القدم.نت (الإنجليزية)
- ماثيو تشالمي على موقع AS.com (الإسبانية)